# Nudochernes
Nudochernes es un género de arácnido  del orden Pseudoscorpionida de la familia Chernetidae.

## Especies
Las especies de esta lista son:
- Nudochernes basilewskyi
- Nudochernes crassus
- Nudochernes gracilimanus
- Nudochernes gracilipes
- Nudochernes granulatus
- Nudochernes intermedius
- Nudochernes kivuensis
- Nudochernes leleupi
- Nudochernes lipsae
- Nudochernes longipes
- Nudochernes lucifugus
- Nudochernes lucifugus lucifugus
- Nudochernes lucifugus meruensis
- Nudochernes montanus
- Nudochernes nidicola
- Nudochernes procerus
- Nudochernes robustus
- Nudochernes setiger
- Nudochernes spalacis
- Nudochernes sudanensis
- Nudochernes virgineus
- Nudochernes wittei